# Тед Вільде
Тед Вільде (англ. Ted Wilde; 16 грудня 1889 — 17 грудня 1929) — американський кінорежисер і сценарист німого кіно. Починав як один з групи авторів, яка готувала сценарії для популярного коміка Гарольда Ллойда. З 1923 року почав працювати самостійним сценаристом, а з 1924 року — режисером. Зняв кілька кінокомедій за участю Ллойда. Один з них — «Гонщик», який був номінований на премію «Оскар» за найкращу режисуру на першій церемонії 1929 року. Його творча кар'єра була обірвана на самому злеті, коли сорокарічний Тед Вільде помер від інсульту.

## Творчість
У 1924-1925 роках зняв 4 фільми, проте популярність прийшла тільки після п'ятої картини — «Молодший брат» (1927). При цьому реальний внесок Теда Вільде в цю картину був мінімальним. Більшу частину знімання здійснив Льюїс Майлстоун, але він був змушений перервати роботу через контракт з Говардом Хьюзом на постановку фільму «Два арабські лицарі» (який отримав в 1929 році премію Американської кіноакадемії). Гарольд Ллойд запропонував зайняти пост режисера Теду Вільде, який, попри хворобу, і став фігурувати в титрах фільму як єдиний постановник. При цьому, по відкликанню тижневика «Variety», картина вийшла з набором більш-менш смішних жартів.
Наступна його спортивна комедія «Бейб повертається додому» з професійним бейсболістом Бейбом Рутом в головній ролі, яка успіху не мала. Навпаки, ще один фільм «Гонщик» з участю Гарольда Ллойда не тільки був номінований на премію «Оскар» у єдиній в історії категорії режисура кінокомедії, але і остаточно закріпив за Ллойдом титул «короля комедії гострих відчуттів».
Раптовий інсульт не дав молодому режисерові завершити дві картини, які зняли колеги і які вийшли 1930 року, вже після його смерті.

## Вибрана фільмографія
- Кленсі на Волл-стріт / Clancy in Wall Street (1930)
- Гонщик / Speedy (1928)
- Бейб повертається додому / Babe Comes Home (1927)
- Молодший брат / The Kid Brother (1927)
- З волі небес / For Heaven's Sake (1926)
- Медовий місяць з привидами / The Haunted Honeymoon (1925)
- Першокурсник / The Freshman (1925)
- Войовничі шпаки / Battling Orioles (1924)
- Сором'язливий / Girl Shy (1924)
- Навіщо турбуватися? / Why Worry? (1923)